# Aratinga
Aratinga är ett fågelsläkte i familjen västpapegojor inom ordningen papegojfåglar. Släktet omfattar sex arter som förekommer i Sydamerika från södra Colombia genom Amazonområdet till norra Argentina:
- Skifferhuvad parakit (A. weddellii)
- Nandayparakit (A. nenday)
- Solparakit (A. solstiatilis)
- Svavelparakit (A. maculata)
- Jandayaparakit (A. jandaya)
- Guldkronad parakit (A. auricapillus)

Tidigare inkluderades ett flertal andra arter, men de placeras numera i släktena Psittacara, Eupsittula och Thectocercus efter DNA-studier som visar att de inte är varandras närmaste släktingar. Nandayparakit har tidigare placerats som ensam art i släktet Nandayus.